# John Rambo (atleta)
John Barnett Rambo (Atlanta, 9 agosto 1943 – Paramount, 8 gennaio 2022) è stato un altista statunitense, vincitore della medaglia di bronzo ai Giochi olimpici di Tokyo 1964.

## Palmarès
| Anno | Manifestazione  | Sede  | Evento        | Risultato | Prestazione | Note |
| ---- | --------------- | ----- | ------------- | --------- | ----------- | ---- |
| 1964 | Giochi olimpici | Tokyo | Salto in alto | Bronzo    | 2,16 m      |      |